# Замок Лестер
Замок Лестер (англ. Leicester Castle) — замок в английском городе Лестер.

## История
Замок был основан в конце 1060-х годов Гуго де Гранмеснилем — одним из соратников короля Англии Вильгельма Завоевателя. В первые годы после нормандского завоевания 1066 года положение нормандцев в Англии было неустойчивым. Чтобы обеспечить контроль над территорией королевства, Вильгельм Завоеватель приказывал в стратегически важных точках королевства строить замки, которые сыграли ключевую роль в удержании завоёванной территории. Одним из таких замков стал Лестер, построенный на возвышении в юго-западном углу города Лестер с видом на реку Сор. Первый замок был классическим нормандским мотт и бейли, состоявшим из оборонительного вала овальной формы и рва, поверх земляного вала располагался частокол. Внутри располагались колодец, многочисленные деревянные сооружения (включая главный зал), древняя англосаксонская церковь Святой Марии де Кастро, оружейный склад, конюшня и кухня. К юго-западу от построек располагался холм, который венчала деревянная башня. В настоящее время никаких следов деревянных сооружений не сохранилось, кроме мостика высотой в 9 метров и шириной у основания 30,5 метров, на котором стояла деревянная цитадель.

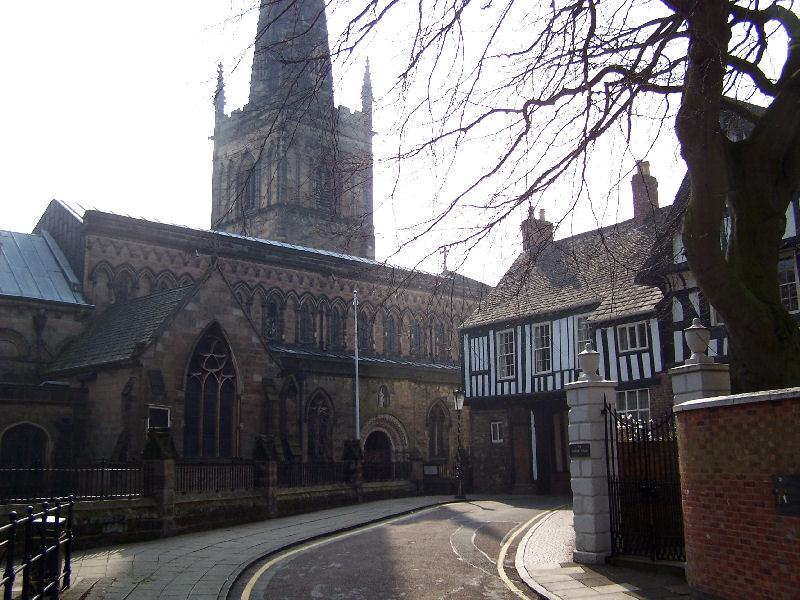
Церковь Святой Марии де Кастро

Позже посредством брака замок перешёл к роду Бомонов. В середине XII века Роберт де Бомон, 2-й граф Лестер, начал перестраивать деревянный замок в каменный. Он заменил деревянные стены на каменные, встроенные во внешнюю сторону вала. Также деревянные церковь и главный зал были заменены на каменные здания. Первая каменная церковь Святой Марии де Кастро была значительно меньше современной (в XIV веке к ней был добавлен тонкий шпиль). Она была богато украшена. Некоторые внешние детали этих украшений до сих пор сохранились в качестве элементов интерьера. Большой зал XII века служит ядром современного зала замка. Кроме каменных стен была крыша, которая поддерживалась двумя рядами деревянных столбов, которые делили зал на 3 части. Главная часть ориентирована с севера на юг, кроме того, есть проходы на восток и запад. Часть оригинальной кладки XII века и фрагменты деревянных столбов сохранились до настоящего времени. При этом неизвестно, была ли деревянная башня заменена на каменную.
Следующую перестройку замка осуществил в 1331 году Генри Плантагенет, 3-й граф Ланкастер и Лестер, который для ухода за больными и немощными города Лестера построил больницу Благовещения Пресвятой Богородицы (позже — больница Троицы). К тому моменту замок потерял своё стратегическое значение и стал обычной феодальной резиденцией. Больница расположилась к югу от замка в пределах 20 метров от него и представляла собой церковь на востоке с прилегающими к ней помещениями на западе. Возглавлял её хранитель, в подчинении которого находились 4 капеллана и 5 медсестёр.
К этому времени графы Ланкастеры были одним из самых могущественных и богатых родов в Англии. В 1552 году Генри Гросмонт, 4-й граф Ланкастер и Лестер, получил титул герцога Ланкастера. Вскоре после этого он начал расширять замок. К северу от него он добавил внешний двор, но основным преобразованием стало развитие территории к югу от замка. В результате больница была расширена почти вдвое, но основная идея реконструкции заключалась в превращении данной территории в религиозный квартал. В его центре была построена соборная церковь Благовещения Пресвятой Богородицы, где была размещена драгоценная реликвия — шип от тернового венца. Церковь задумывалась как герцогская усыпальница, а также должна была иметь собственную коллегию духовенства из 12 каноников, 13 викариев и 6 певчих. Вместимость больницы составляла 100 пациентов. Духовенство должно было проживать в зданиях вокруг церкви, а бедняки — в комнатах больницы.
Герцог не дожил до окончания своего проекта. Он умер в 1361 году, не оставив сыновей, его владения и титулы унаследовал Джон Гонт, сын короля Эдуарда III, женатый на Бланке, дочери Гросмонта. Он закончил строительство, но церкви было не суждено стать родовой усыпальницей: сам Гонт завещал себя похоронить в лондонском соборе Святого Павла, а его наследник стал королём Англии под именем Генрих IV. Титул герцога Ланкастерского вошёл в титулатуру королей Англии, резиденция которых была в Лондоне, а хоронили их в Вестминстерском аббатстве. Хотя замок Лестер продолжал считаться резиденцией герцога Ланкастера, он использовался для некоторых церемониальных мероприятий. Именно здесь был посвящён в рыцари будущий король Генрих V. 
Территория замка занимала 4 акра и была с трёх сторон участка, не обращённого к замку, окружена толстой стеной, в которую были встроены 2 внушительные сторожевые башни: одна — с южной стороны, вторая — в северо-восточном углу. Последняя в настоящее время является памятником, известным как Пороховой склад. Въезд осуществлялся через новые величественные трёхарочные сводчатые ворота. 
Этот район внутри стен получил название «novum opus» (новая работа), позже трансформировалось в Ньюарк, используемое до настоящего времени.
Замок продолжал использоваться в церемониальных целях до середины XV века, пока не началась война Алой и Белой розы. Короли из династии Йорков, которые управляли Англией в 1461—1485 годах, не были заинтересованы ни в захвате, ни в содержании замка и Ньюарка. В результате в 1485 году, когда король Ричард III останавливался в Лестере перед битвой при Босворте, останавливался в местной гостинице, поскольку королевские апартаменте в замке не были пригодны для проживания. Хотя в последующее время замок продолжал исполнять важные функции. В нём располагалась одна из главных приходских церквей города, а Большой зал использовался в качестве суда. Впервые в таком качестве он стал использоваться ещё в XI веке, но после реформирования судебной системы в XII веке суд стали вершить не местные магнаты, а королевские судьи, которые путешествовали по стране. Вероятно, что до XV века они приурочивали свои визиты в Лестер к периодам, когда правители замка отсутствовали в замке. После того как замок перестал быть герцогской резиденцией, Большой зал окончательно стал зданием суда. Частные помещения и служебное крыло, которые не использовались уже в XV веке, вероятно, были снесены уже в XVI веке. Главный вход был построен в конце XVII века. В дальнейшем к XIX веку Большой зал был разделён на 2 здания суда, расположенных по бокам центральной лестницы. В 1980 году для королевского суда было построено новое здание, после чего Большой зал утратил свои функции.
Хотя коллегиальная церковь в Ньюарке так и не стала герцогской усыпальницей, щедрые пожалования герцогов позволили ей процветать в течение 2 веков. Были планы превращения её в собор. Хотя во время церковных реформ Генриха VIII большинство монастырей, аббатств и больниц были распущены, король не стал закрывать церковь, связанную с его предками, поэтому он продолжал существовать. Однако во время правления Эдуарда VI в 1548 году церковь была закрыта, а её имущество конфисковали. Вскоре после этого её снесли.

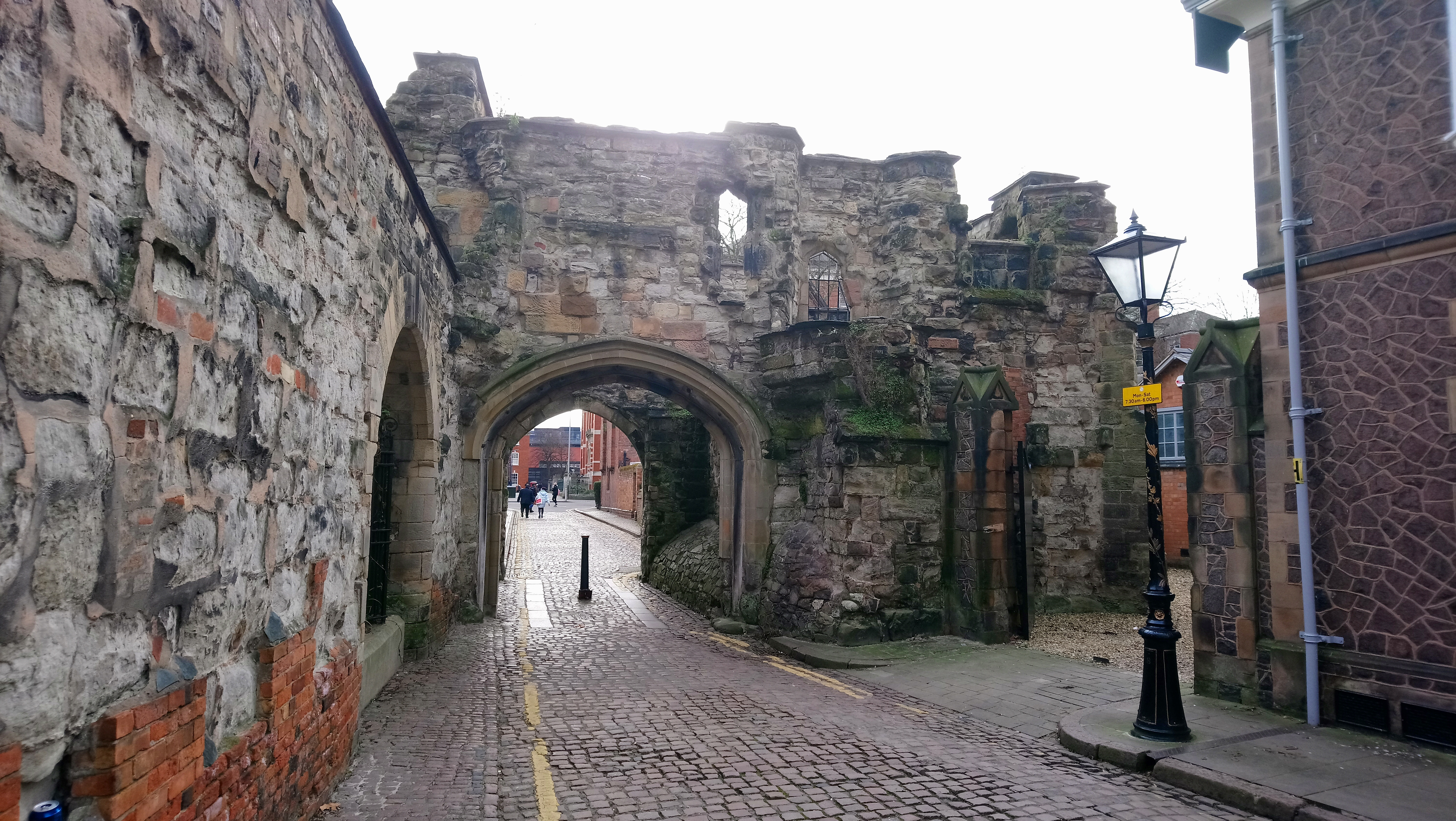
Ворота замка Лестер

В последующие годы Ньюарк стал светским пригородом. Дома, в которых жили священники, были заселены мирянами. Фрагменты трёх домов сохранились до настоящего времени, включённые в поздние постройки. Некоторые остатки церкви сохранились до начала XII века, когда на её месте была построена художественно-техническая школа — предшественница Университета де Монфор. Некоторые остатки церкви в настоящее время видны в подвале одного из зданий университета. Сохранились также и некоторые остатки больницы Троицы, хотя в результате пожара и перестроек XVIII—XIX веков они остались только в часовне в восточной части.
Стены замка, пережившие осаду Лестера во время Английской революции, были снесены в начале XIX века. От них сохранились только 2 постройки. Одной из них была снесённая в 1935 году Башня принца Руперта, располагавшая на северной стороне улицы Боннерс лейн. Вероятно, что она была частью южной сторожевой башни, ведущей в Ньюарк. Второй оказалась бывшая северо-восточная сторожевая башня, которая в 1645 году после захвата Лестера роялистами под командованием принца Руперта была преобразована в пороховой склад. К концу XIX века он был превращён в казарму и сохранился в более-менее первоначальном виде. В 1960-е годы было предложено снести ворота, чтобы освободить место для внутренней кольцевой дороги, но это вызвало возмущение общественности, поэтому они сохранились, став памятником.